# Friedrich Müller (Widerstandskämpfer)
Hermann Friedrich Wilhelm Müller, auch Fritz Müller-Dahlem genannt (* 11. März 1889 in Berlin; † 20. September 1942 in der Sowjetunion), war ein deutscher christlicher Widerstandskämpfer gegen den Nationalsozialismus, Mitglied der Bekennenden Kirche, evangelischer Pastor und Hauptmann der Wehrmacht.

## Leben
Müller war der Sohn des Gymnasial-Rektors Fritz Müller und seiner Ehefrau Marie geborene Rondel. Mit acht Jahren erkrankte er lebensgefährlich. Diese Erfahrung bestärkte ihn in seinem Vorsatz, den Pfarrerberuf zu ergreifen. Nach dem Besuch des Königsstädtischen Gymnasiums begann er ein Studium der evangelischen Theologie, das durch den Ersten Weltkrieg unterbrochen wurde. Als Heeressoldat wurde er mehrmals verwundet, was ihn vor schwere theologisch-philosophische Fragen stellte. Mit dem Besuch des Predigerseminars in Naumburg am Queis schloss er sein Studium ab. Seine erste Pfarrstelle in der Evangelischen Kirche der altpreußischen Union trat er in Lautawerk in der Lausitz an, wo es für die entstehende Gemeinde noch kein Kirchengebäude gab. Aus der Arbeiterschaft der dortigen Aluminiumwerke sammelte er eine Gemeinde, mit der es ihm gelang, 1927 einen Kirchenneubau zu beginnen.
1928 wurde er an die Markuskirche in Berlin-Steglitz berufen. Schon wenige Jahre später, 1933, wechselte er in die evangelische Kirchengemeinde von Berlin-Dahlem, wo er mit Martin Niemöller zusammenarbeitete. Zusammen mit weiteren 2.000 evangelischen Pfarrern protestierte er mit einem Aufruf gegen die Gleichschaltung der evangelischen Kirchen durch die Deutschen Christen. Er wurde Mitglied des Pfarrernotbundes und trat der Bekennenden Kirche (BK) bei, in der er mehrere wichtige Ämter übernahm: Sprecher des Altpreußischen Landesbruderrates und Mitglied des Reichsbruderrates. Auf der Dahlemer Bekenntnissynode 1934 hielt er ein Referat zum Thema „Das Recht der kirchlichen Selbsthilfe“. Auch gegen die Zweckentfremdung der kirchlichen Kollekten für NS-Zwecke setzte er sich ein.
Am 27. November 1935 traf er sich mit einer Gruppe des Altpreußischen Landesbruderrates mit dem Reichskirchenminister Kerrl in seinem Amt. Nach einer Auseinandersetzung verließen die Männer protestierend das Gespräch. Auf der Bekenntnissynode von Bad Oeynhausen 1936 wurde er zum Vorsitzenden der Vorläufigen Leitung der Deutschen Evangelischen Kirche gewählt. Zugleich übernahm er den Vorsitz des Landesbruderrats der Altpreußischen Union von Karl Koch. In diesen Jahren wurde er mehrfach von der Gestapo verhaftet und verhört. Er unterzeichnete als erster eine Denkschrift der BK an Hitler, in der u. a. die Errichtung von Konzentrationslagern angeprangert wurde. Im September 1938 gehörte er zu den maßgeblichen Verfassern einer Gebetsliturgie, in der die Okkupation der Tschechoslowakei verurteilt wurde. Seither nahmen die Verhaftungen von Geistlichen zu, aber auch die Kirchenleitungen drängten diese Bekenntnispfarrer aus ihren Ämtern. Nach einem Disziplinarverfahren gegen Müller, Martin Albertz und Hans Böhm wurde er am 20. März 1939 seines Amts enthoben und aus dem Pfarrhaus vertrieben. Ein Jahr vorher war seine Frau an schwerer Krankheit gestorben. So entschloss er sich auf den Rat von Freunden, in die Wehrmacht einzutreten und sich so weiteren Verfolgungen zu entziehen. Zuerst in Frankreich und Belgien, zuletzt in der Sowjetunion war er als sogenannter Gräberoffizier tätig. Dort wurde er jedoch das Opfer eines Giftanschlags, dem er erlag. Begraben wurde er auf dem Soldatenfriedhof von Solzy.
Müller war seit 1921 verheiratet mit Martha, geb. Florstedt, die 1938 verstarb, und Vater seiner Tochter Beate.

## Veröffentlichungen
- Gedanken zur Verfassung der Deutschen Evangelischen Kirche, 1936.
- Einheit und Ordnung der Kirche, 1937.
- Dienst des Pfarrers am lebendigen Menschen, 1938.